# Кастручо Кастракани
Кастручо Кастракàни дели Алтелминèли/Интерминели (на италиански: Castruccio Castracani degli Antelminelli (Interminelli, Interminegli), * 29 март 1281, Лука, † 3 септември 1328, пак там) е италиански кондотиер. Той е херцог на Лука, господар на Карара, Леричи, Пиза, Пистоя, Понтремоли и Сардзана, и знаменосец на Свещената Римска империя. Има важно значение в похода в Италия и коронясването на Лудвиг IV Баварски.

## Произход
Роден е в Лука като син на търговеца Джерио ди Кастракане дели Антелминели (* 1252 или ок. 1259, †  1301), притежател на железни мини във Версилия, и на съпругата му Пуча дели Стреги (* ок. 1265). Принадлежи към старата знатна и влиятелна фамилия Антелминели, привърженици на гибелините. Има двама братя:
- Франческо (* ок. 1290)
- Колучо

## Биография

### Изгнание, престой в Англия и Фландрия
Заедно с баща си поддържа фракцията на верните на императора („Белите“) и още като млад участва в боевете между партиите. През 1300 г. роднините му са пратени в изгнание от фракцията на Черните начело с Бонтуро Дати и са им конфискувани имуществата. Той отива при баща си в Анкона, а брат му Колучо отива в Пиза. В този период се посвещава на военното дело и придобива първия си опит на заплата при Висконти в наемническата компания на Франческо Гуиниджи.
След смъртта на баща си през 1302 г. отива при роднина в Англия. Посещава двора на крал Хенри II, с когото се сприятелява благодарение на общата им страст към тогавашната игра на тенис (на фр. jeu de paume). Ударен с юмрук от английски благородник или от Чако Ронсини от Лука, Кастракани го убива с кама пред очите на краля, за което е арестуван и хвърлен в Тауър. Успява да избяга с помощта на семейството си и тръгва за Фландрия, където по-късно (октомври 1325 г.) чрез застъпничеството на своя лекар кралят му изпраща помилване.
През 1302 г. Алберто Скоти – владетел на Пиаченца и Милано събира военни във Фландрия за краля на Франция Филип IV Хубави. Кастракани се записва да се бие срещу британците и е начело на малък отряд. Той се окичва с голяма слава и се запознава със самия крал на Франция. Участва в битката при Сент Омер и в отбраната на Теруан във Фландърската война.. Особено изпъква в отстъплението от този град начело на отряд от ломбардскитоскански и романянски войници, всичките добре въоръжени с дълги копия, разчистващи пътя за Арас и Турнон и всяващи ужас сред местното население.

### Завръщане в Италия
През 1304 г. се завръща в Пиза с отличия и с репутацията на талантлив капитан.
През 1305 г. все още воюва на заплата при Алберто Скоти срещу Висконти. Защитава Ваприо д'Ада, атакувана от Матео Висконти и го принуждава да се върне в Бреша.
През 1306 г. вероятно взима участие в защитата на Пистоя. В свитата е на кардинал Наполеон Орсини в полза на каузата на гибелините, когато прелатът отива в Тоскана като папски легат.
През 1307 г. е в Бергамо и във Верона. Забогатял от военно дело, депозира голяма сума пари при банкера Муцино Алберти в Сан Джиминяно. 
През 1309 г. е във Верона на военна служба при Скалиджери, а през 1310 г. е конетабъл на венецианците в Копер. През 1312 г. се бие срещу гвелфите в Ломбардия по заповед на кондотиера граф Вернер фон Хомберг.
През април 1312 г. от Милано Кастракани се присъединява към император Хайнрих VII Люксембургски в Тоскана. Назначен е за имперски викарий в Луниджана. През юни същата година е на заплата при Кангранде I дела Скала и се бие срещу падуанците в района на Виченца.

### Завръщане в Лука
През април 1314 г. в Лука воюват фракциите на гвелфите (начело с Лучо дели Обици) и гибелините (начело с Ариго Берардучи). Берардучи се опитва да се сприятели с белите изгнаници гвелфи и в края на месеца Кастракани се завръща в града.
През юни 22 гибелински семейства от Лука организират заговор срещу гвелфите. Кастракани тайно моли за помощ господаря на Пиза Угучоне дела Фаджола – глава на тосканските гибелини. Кастручо атакува войниците на Лучо дели Обици. Междувременно Дела Фаджола пристига с пизанската кавалерия, нахлува в града и го ограбва. Кастракани също му помага в операцията, като влиза в сакристията на църквата „Сан Фредиано“ и взема съкровището, временно оставено там от кардинал Джентиле да Монтефиоре, възнамеряващ да го занесе във Авиньон по заповед на папа Климент V. Впоследствие гибелините от Лука поискват тържествено да бъдат изгонени гвелфите от града. Около три години по-късно викарият на Кастракани в Лука и десет от старейшините нареждат строежа на олтар в църквата „Сан Мартино“ в чест на Свети Вит, защото победата над гвелфите е именно в навечерието на празника му.

През юли 1314 г. Кастракани окупира Сардзана и е назначен за виконт и генерален комисар на Луниджана от епископ Джерардино Маласпина, намерил убежище при гвелфи във Фучекио. Кастракани отива към Понтремоли с 1000 конници и 600 пехотинци и прогонва гвелфския род Маласпина от неговите земи. Той разделя територията чак до Кравия: контролира всички комуни в района като Сардзанело, Санто Стефано ди Магра, Албиано, Страдано, Кастелнуово Магра, Никола, Ортоново, Карара и Авенца. През декември е назначен за имперски викарий на Луниджана за 2 год. от комуните Сардзана и Кастро.
Воюва като командир на част от армията на гибелините в битката при Монтекатини на 29 август 1315 г., в която с помощта на войниците на императора е главният архитект на победата над флорентинците от Гвелфската лига. Историците Джовани Вилани, Шипионе Амирато и Николо Макиавели припомнят щетите, нанесени от Кастручо и неговите войски на територията на Флоренция, включително Емполи. Той е начело на 40 конници и 1000 пехотинци от Сардзана срещу Филип I Анжуйски – княз на Таранто и Пиер Анжуйски – граф на Еболи и на Гравина. В битката загиват или са удавени в блатата на Гуишана повече от 10 хил. флорентинци и ок. 300-400 пизанци, а Кастракани е тежко ранен в крака. Той се връща в Луниджана, след като участва в превземането на Монтекатини, Вал ди Ниеволе и Монсумано. Много изгнаници от Лука, взети в плен, са екзекутирани в Лука. 
В този период, за разлика от Угучоне дела Фаджола, който се обявява в подкрепа на Лудвиг IV Баварски, Кастракани изпраща свой посланик при другия претендент за императорския трон – Фридрих Хабсбургски. Той е избран за имперски викарий за всички крепости, замъци, градове и села, принадлежащи на империята, които са под негов контрол. 
Също в този период в Понтремоли се възраждат битките между гвелфи и гибелини. За да ги успокои, Кастракани разрушава всички къщи около главния площад и разделя града на две части, разделени от желязна порта, която пречи на преминаването. Гибелините заемат долната му част, гвелфите - горната. По време на престоя си той става приятел с господаря на Верона Кангранде I дела Скала, като му изпраща много подаръци, включително лъв, орел, див кон и много копринени завеси. 

Популярността на Кастракани в Лука нараства за сметка на тази на Угочоне Дела Фаджола. През март 1316 г. Угучоне търси претекст да се отърве от него: обвинява го в държавна измяна за това, че е екзекутирал 30 граждани през януари в Маса Мачиная. Владетелят на Пиза не признава за валидна титлата му на имперски викарий. Пизанците нареждат на подеста на Лука и син на Угочоне – Нери да го арестува; в отговор Кастракани кара Камайоре да залови 30 изгнаници от Лука под предлог, че са направили опит за покушение върху живота му: някои от тях се укрепват в църква, но са нападнати и 22 от тях са убити. През април Нери дела Фаджола, според указанията на баща си, го кани на вечеря в двореца си, където е арестуван и хвърлен в затвора на Лука за обезглавяване. Нери обаче няма смелостта да го направи, защото се страхува от бунта на семействата Куартиджани, Онести и Поджи. Той моли баща си за подкрепление, за да овладее ситуацията. Щом баща му Угучоне напуса Пиза, в града се вдига бунт и той е прогонен; при новината  се надига и Лука и Кастракани е предаден на своите привърженици, все още с оковани крака и ръце. Освободен, той обсажда Нери дела Фаджола в градската крепост и го принуждава да се предаде. След като го помилва, Нери е принуден да напусне Лука. Старейшините назначават Кастракани и Пагано Кристофори за командири на милициите и съдии на войната за шест месеца. Кастручо се задължава да възстанови на жителите на Лука всичките земи, завоювани междувременно от флорентинците. Разболявайки се, той дава командването на милициите на чичо си Николо Кастракани, който разбива противниците му, като пленява или убива 300 конници и 1000 пехотинци, и връща Винчи. 
През май-юни 1316 г. Кастракани покорява Сардзана и изгражда там бастиона на Сардзанело, завзема Маса и Карара и връща мира в Луниджана. Той се връща в Лука, където в средата на месеца изтичащият подест Умберто да Коле и старейшините го номинират за генерал-капитан и защитник на града за шест месеца. По същия повод му е възложена и функцията на капитан на народа, докато на подеста Пиетро дал Верме остават само съдийските функции. През ноември Кастракани връща спокойствието в Лука; той също слага край бунт в Корелия, замък на Гарфаняна, принадлежащ на семейството му. В началото на месеца Старейшините удължават правомощията му с още една година.
През май 1317 г., под натиска на Фридрих Хабсбургски, който е свързан с краля на Неапол Робер Анжуйски, Кастракани сключва два мирни договора от името на Лука: един с гвелфските градове в Тоскана (Флоренция, Пистоя, Прато и Сан Миниато) и втори с Анжуйците. На тях той обещава субсидии за краля на Франция по повод нов кръстоносен поход на папа Йоан XXII; на самите Анжуйци за превземането на Сицилия и други субсидии за експедиция в Гърция.
През юли, благодарение на дипломатическите си успехи, той е потвърден във възложените му преди това постове за още 10 год. с годишна заплата от 4000 флорина. В този период като съюзник на господаря на Пиза Гадо дела Герардеска, Кастракани се бие победоносно в Гарфаняна срещу Маласпина и Угучоне дела Фаджола. През август завладява Фосдиново, Верука (Веруколете) и Буози.
През 1318 г. подкрепя Марко Висконти и гибелините при обсадата на Генуа. За кратко време е принуден да се върне в Тоскана поради заплахите на флорентинците. През септември за първи път е отлъчен от Църквата във Флоренция. През декември изгнаниците от Пистоя го избират за генерал-капитан на имперската част на своя град.
През януари 1319 г. е назначен за капитан на имперската партия на комуните Виначано, Марлиана, Кастелина ди Мулацано, Казоре, Серавале, Монтаняна, Моминьо, Фуньо и Ланчоле. През същия период покорява графовете Граняно в Гарфаняна. Той също така прогонва гвелфското семейство Маласпина от региона и получава замъка Понцано Супериоре от Ацоне Маласпина.

### Господар на Лука
Властта на гибелините и Синьория Лука са консолидирани през следващите години от Кастручо Кастракани.  През април 1320 г. той воюва срещу флорентинците с помощта на пизанските милиции: завладява Капиано, Монтефалконе и моста над Гуишана, опустошава провинцията на Фучекио, Винчи, Черето Гуиди и Емполи. Обсажда Санта Мария а Монте. В същите дни е назначен за доживотен капитан и генерален господар на Лука по предложение на неговия викарий Уголино да Челе. Съветът на старейшините одобрява избора с 209 гласа „за“ и само 1 „против“.
При завръщането си в Лука семейство Авогадро отказва да му се подчини: Кастракани воюва срещу членовете му, които се барикадират в Кол ди Поцо. След ожесточена съпротива Авогадро, потърсили помощта на Нери дела Герардеска, са принудени да се предадат: крепостта е разрушена до основи, а те са хвърлени в затвора в Лука.
В началото на май 1320 г. той получава диплома от Фридрих Хабсбургски, с която е признат за имперския му викариат на Лука, Вал ди Ниеволе, Гарфаняна, долината Ариана и долината Лима, земите, наречени Дей Бианки, Веруколете, Бози, Луниджана, Маса и Версилия, Серавале и други земи от имперската част на Пистоя и на Валдарно. Кастракани си възвръща провинцията във Валдарно. За десет дни той получава Санта Мария а Монте. Ландучо Саламончели, Бонифачо да Поркари и Спина дели Обици са заловени и умират от глад в затвора.
През юли 1320 г. с 500 конници и 1200 пехотинци се присъединява към гибелините на Ривиера ди Леванте в Лигурия. През август е избран за генерал-капитан на източното лигурийско крайбрежие за 6 месеца с комисионна от 2000 флорина на месец и с обещание за много земи. През септември окупира, наред с други замъци, тези на Леванто и Корвара, и обсажда Корнилия. Той лагерува при Бизаньо със своите съюзници. Трябва обаче да се върне в Тоскана, когато флорентинците изпращат войски във Вал ди Ниеволе и заплашват Алтопашо, след като опустошават територията. През октомври, при новината за пристигането му, военният капитан на Флоренция Гуидо дела Петрела нарежда на войските си да се изтеглят в крепостта на Фучекио. Кастракани спира в Капиано на Гушана. Операциите продължават няколко дена с непрекъснати схватки, докато зимата и непрекъснатите дъждове убеждават претендентите да се откажат от конфликта. В средата на месеца кондотиерът се връща на Ривиера ди Леванте и принуждава обсадените в Корнилия да се предадат.
През декември 1320 г. флорентинците изпращат Гулионе дел'Олива да защитава Пистоя със 100 конници: той прави многобройни набези срещу жителите на Лука и побеждава войските на Кастракани в абатството Сан Баронто, контролирано от пистойските изгнаници. Много изгнаници са убити или взети в плен в битката.
Като имперски викарий той е утвърден през 1324 г. от император Лудвиг IV Баварски – негов приятел и съюзник.
На 22 септември и 23 септември 1325 г., в битката при Алтопашо, Кастручо отново побеждава флорентинците от гвелфската партия, подпомаган от Гуидо Тарлати – господар на Арецо и от Ацо Висконти, като взима много пленници, и също за това е назначен пак от Лудвиг IV за херцог на Лука.
С помощта на Филипо Тедичи покорява Пистоя и укрепва стените ѝ, разрушени от гвелфите от Флоренция и Лука през 1306 г.
Докато се придвижва към Флоренция, е принуден да се откаже от обсадата, за да участва в коронацията на император Лудвиг IV в Рим. По време на престоя си в Рим той е изпълнен с удовлетворение и е назначен и за Велик легат за Италия.
По-късно Кaстручо разработва план за наводняване на Флоренция чрез затваряне на река Арно при Ластра а Синя, в местността Гонфолина, което заинтересованите геодезисти смятат за невъзможно.
Заради заслугите му Лудвиг IV Баварски позволява на Кастручо да включи в герба си („ Бяло куче на син фон“), и сините и сребърни фигури на херцозите на Бавария.
Той е принуден от въстанието на Пистоя да се върне бързо в Пиза и оттам, със специален корпус от 2000 арбалетчици се втурва към стените на Пистоя. Обсаден от армията на Лука, градът не се съпротивлявал дълго и за кратко време Кастручо успява отново да го завладее.
През 1327 г. от папа Йоан XXII отлъчва от Църквата Лудвиг IV заедно с Кастручо поради неприязънта му към светската власт на Църквата.

### Смърт
Той умира в Лука на 3 септември 1328 г. на 47 год. от внезапна маларийна треска, докато се готви отново да вдигне оръжие срещу Флоренция. Преди да умре, нарежда на сина си Ариго да отиде в Пиза с кавалерията. Погребан е тържествено в Лука в църквата „Сан Франческо“, облечен в расото на францисканците.

## Герб и мото
Оригиналният герб на семейство Антелминели се състои от бяла хрътка с високо вдигната горна част на тялото; яката е червена обшита със злато на син фон. В долната част на животното има щит, шлем, гребен с глава, увенчан с орел. Мотото е "inexpugnabilis" (Непревземаем). Вариации на тази тема са представени по-късно. Император Лудвиг IV Баварски например позволява на Кастракани да добави към кучето сините и сребърните диаманти на Дом Вителсбахи.

## Брак и потомство
∞ за Пина дели Стреги да Монтериджори, дъщеря на Якопо дели Стреги да Монтериджори, от която има трима сина и две дъщери:
- Джовани Кастракани дели Алтелминели
- Ариго Кастракани дели Алтелминели, нар. „Дукино“ ('Херцогчето') (* 1304, † 11 февруари 1357), ∞ за Костанца Роси, от която има син Орландо – губернатор на Бреша. Обезглавен като виновен в заговора срещу Джовани Висконти да Оледжо – господар на Болоня в полза на Висконти[8]
- Валериано Кастракани дели Алтелминели, баща на Джовани 'Валериано'
- Диалта Кастракани дели Алтелминели; ∞ за Филипо де Тедичи († 1325 в Попильо, обезглавен), племенник на Ормано Тедичи – капитан на народа и господар на Пистоя (1322 - 1324); Филипо е предател, който сваля чичо си и продава Пистоя на Лука в замяна на 10 хил. златни флорина, викариата над града и ръката на Диалта.[9]
- Бертека Кастракани дели Алтелминели († пр. 1337), ∞ 1327 за Бонифацио 'Фацио' Новело дела Герадеска[10] (* ок. 1305, † 22 декември 1340), син на Герардо, граф на Доноратико. От него Бертека има двама сина: Раниери Новело, бъдещ господар на Пиза (1340 - 1347) и Герардо († 23 юли 1336 като дете), и една дъщеря: Емилия († 1349), съпруга на Уголино Гондзага.

От неизвестни жени има един извънбрачен син и една извънбрачна дъщеря:
- Алтино, обезглавен заради бунт в Монтериджони
- Катерина, маркиза консорт на Мулацо, ∞ за Джовани Маласпина, син на Франческо Маласпина, маркиз на Мулацо[11]

## В културата

### Изображения
- Стенопис в Крепостта Аугуста в Лука, унищожена при смъртта му с разрушаването на крепостта от неговите противници.
- Фреска във вилата му в Маса Пизана (днес подселище на град Лука), също унищожена след ремонт на сградата.
- В „Триумфа на смъртта“ (Trionfo della Morte) на Монументалното гробище на Пиза Джорджо Вазари разпознава фигурата му на две места.
- В „Пътуването на влъхвите“("Viaggio dei Re Magi"), дело на Беноцо Гоцоли в параклиса на Палацо Медичи във Флоренция, Кастракани е изобразен като младеж с коса на пръстени, богато облечен, на кон, покрит със самари, на които се появява пантерата – символът на Лука.
- Медальони, медали, гравюри с образа му.

### Художествени и документални произведения

#### Италиански
Подвизите му са възпети в:
- стихотворение на латински език от пизанския поет Раниери де Гранкис (Ranieri de Granchis).
- писанията на Франческо Петрарка (XIV век), Франко Сакети (XIV век), Джовани Кавалканти (XIV - XV век) и Джовани Вилани (XIII - XIV век).
- биографии - дело на Николо Тегрими (XV век), Николо Макиавели (1520 г. със заглавие „Животът на Кастручо Кастракани от Лука“, на итал. La vita di Castruccio Castracani da Lucca[12]) и Алдо Мануцио.
- епичната поема на поетесата от Лука Костанца Москена (Costanza Moschena) от 1830 г.
- музикалната драма „Кастручо“ на Джузепе Роки от края на XVIII век

В края на XIX век се появяват няколко исторически книги, които се занимават с неговата фигура:
- "Castruccio" на В. Бочи (V. Bocci)
- „Castruccio castracani degli Antelminelli“ на П. Домпе и К. Гандолфи (P. Dompé e di C. Gandolfi)
- "Castruccio Castracani degli Antelminelli" на  К. Маняни (C. Magnani)
- книга на Николо Томазео (Niccolò Tommaseo)

#### Чуждестранни
Митът за Кастракани се разпространява и извън Италия през периода на Ренесанса. За него се говори в:
- испанската комедия „Vandos de Luca Y Pisa“ (онлайн) на поета Антонио Фахардо де Асеведо (Antonio Fajardo de Acevedo)
- стихотворението „Silva de varia leccion“ (онлайн) на Педро Мексия (Pedro Mexia).

В края на XIX век се появяват няколко исторически книги, които се занимават с неговата фигура:
- „Castruccio Castracani herzog von Lucca. Historische studien" на Ф. Винклер (F. Winckler)
- Мери Шели му посвещава през 1823 г. роман, наречен „Валперга: Животът и приключенията на Кастручо, принц на Лука“ (Valperga, Or, The Life and Adventures of Castruccio, prince of Lucca).

## Замъци и укрепления
Има много места и произведения на историческото и монументалното наследство на италианското средновековие, свързани с името на Кастручо Кастракани. Повечето от тях се намират в историческата област Луниджана и са особено интересни по отношение на укрепленията и замъците. Включват:
- Строеж в две подселища на днешно Камайоре на кула – в Педона (1324 г.), която служи на Република Лука до XVII век като наблюдателна точка, и в Монтеджори – негова резиденция.
- Строеж на Крепостта Аугуста в Лука (1322 г.), защитена от 29 кули и 4 порти за достъп, с едната си страна залепена за градските стени. През 1370 г. Съветът на старейшините издава заповед за разрушаването ѝ. Тогава всички граждани се събират в двора на двореца, за да положат клетва за лоялност и одобрение пред новия конституционен ред, връщайки си отново институциите. Новият Дворец на Старейшините (днешен Херцогски дворец, Palazzo Ducale) е резултат от частичното събаряне на крепостта. Разрушаването е запомнено с мотото: „На 26 март 1370 г. г-н Гуидо да Болоня, кардинал, остави Лука свободна на луканците, а голямата крепост Аугуста се хвърли цялата на земята“.[13] През декември 1318 г. - строеж на вила в Маса Пизана близо до Лука, заобиколена от обширни площи и снабдена с параклиса „Сан Джовани а Скето“.[1]
- Преструктуриране на укрепеното селище на Пиетрасанта и строеж на солидни стени, свързани с крепостта Рока ди Сала около градчето (1316 - 1328 г.). Строеж на военната постройка Рокета Аригина, наречена така по сина му Ариго.
- Строеж на два моста в две от днешните подселища на Бани ди Лука: Форноли (1317 г.) и Понте а Серальо. През 1840 г. на мястото на първия Нотолини вдига моста Понте деле Катене. Второто подселище дължи името си на укрепения и следователно „залостен“ (на итал. serrato) мост, построен за защита на долината;
- В Гивицано (днешно подселище на Кореля Антеминели) - преструктуриране на цялата крепост, включително кулата, и строеж на казарма до нея, наречена „Каза дел Капитано дел Пополо“ (Дом на Капитана на народа) за гарнизон от около 40 войници; строеж около цялото селище на стени (по протежение на ул. Сосала, т.е „под залата“, където все още могат да се видят вратичките за поставяне на арбалетчици). Строеж и на дворец, в който отсядат известни личности през вековете като Франческо Кастракане - баща на Кастручо Кастракани, Паоло Джуниджи и Франческо I Сфорца
- Укрепване на крепостта в Кастелнуово Гарфаняна, датираща от XI век
- Укрепване на Крепостта на Карминяно (Rocca di Carmignano), след като завладява селището през 1325 г.;
- В Серавале Пистойезе - завършване на могъщата крепост и строеж на мощна наблюдателна кула. Крепостта (la Rocca) се издига в западния край на селището и характеризира профила му с красивата си шестоъгълна кула с добре направени квадратни плочи и с двата си ъглови бастиона
- В Пительо - строеж на каменен мост над потока Лима, известен като Мост на Кастручо,[14] намиращ се на старата пътека[15] между бившата столица на общината и подселище Попильо.[16]
- В Аляна през 1325 г. по време на обсадата на Пистоя - строеж на укрепленията
- В Авенца (днешно подселище на Карара) - навярно разширяване на съществуващите укрепления. Сигурно е, че т. нар. Кула Кастручо, оцеляла от крепостта, датира от периода на неговото присъствие там и се дължи именно на него
- В Понтремоли: Катедралният площад (Piazza del Duomo) и този на Републиката (Piazza della Repubblica), преди едно цяло, се дължат на разделянето, с което той желае да сложи край на борбите между гвелфите и гибелините, създадено чрез крепостната стена, наречена Крепост Качагуера (нар. също Кампаноне), построена през февруари 1316 г. Също и строеж на дворец за негов дом в квартал Сан Коломбано.
- В Сардзана около 1320 г. - модифициране и укрепване на структурата на Крепост Сардзанело (Fortezza di Sarzanello) и през 1324 г. - направа на многобройни и значителни промени в отбранителните системи на т. нар. Цитадела или Крепост Фирмафеде (Cittadella o Fortezza Firmafede), разположена на южния вход на града
- В Йоло (днешно подселище на Прато) му е посветен улицата (вия Кастручо), която свързва града с Пистоя, защото войските му спират в района по време на инвазията на гибелините през XIV век
- в Пистоя през 1325 г. - строеж на крепостта Бела Спера (Bella Spera), известна като Роланда или Валеранда по името на сина му Валериано. Днес е видима внушителната каменна фасада на улица Пучини на ъгъла със Сан Витале.[17]
- В Ланчиза (днешно подселище на Сан Марчело Пительо) за определен период - контрол над укреплението Кастел ди Мура – стратегически военен аванпост на Комуна Пистоя и Флорентинската република.
- В Монтополи във Вал д'Арно - Кула и арка на негово име
- В Маса - почти напълно унищожение на Крепостта Маласпина (Rocca Malaspina), по онова време владение на Отбертините, и последващо укрепване.
- В Пистоя, на Виколо (уличка) ди Виняча, под свода е издълбано бяло куче на каменен барелеф.[18] Толомей твърди, че това е семейството на Кастручо Кастракани, а барелефът е свързан с Виа дел Канбианко (Улица на бялото куче).

- Старото седалище на Крепост Августа в Лука е на мястото, където сега се намира Херцогският дворец на пл. Наполеоне
- Рокета Аригина в Пиетрасанта
- Крепостни стени на Пиетрасанта
- Понте деле Катене във Форноли (Бани ди Лука) на мястото на моста на Кастручо
- Изглед към Понте а Серальо
- Кула на Кастручо в Гивицано (Кореля Антелминели)
- Порта на Кастручо в Кастелнуово ди Гарфаняна
- Крепост на Карминяно
- Кула и арка на Кастручо в Монтополи ин Вал д'Арно
- Кула на Кастручо в Монтополи ин Вал д'Арно
- Крепост на Кастручо в Серавале Пистойезе
- Мост на Кастручо в Попильо (Пительо)
- Кула на Кастручо в Авенца (Карара)
- Крепост Качагуера, нар. също Кампаноне (Понтремоли)
- Цитадела или Крепост Фирмафеде в Сардзана